# Santo Domingo y los albigenses
Santo Domingo y los albigenses es un cuadro del pintor palentino Pedro Berruguete, realizado entre 1493 y 1499, que se encuentra en el Museo del Prado. Fue realizado tras una estancia del pintor en Italia y pasó del Monasterio de Santo Tomás en Ávila, al Museo de la Trinidad, para posteriormente acabar en El Prado. Formaba parte de una serie de cuatro tablas, las restantes hoy perdidas.

## El tema
La obra describe un episodio de la lucha de la Iglesia Católica contra los herejes albigenses, también conocidos como Cátaros. Santo Domingo, fundador de la Orden de Predicadores o dominicos, se encuentra en medio de un proceso de destrucción de libros de esa secta (conocida como prueba de fuego), a la vista de miembros de esa comunidad. Uno de esos libros de forma milagrosa flota en el aire, procurando mostrar que es de origen católico y por lo tanto, sobrevive a la destrucción. 
La persecución incluyó quema de documentos de la secta y la quema de herejes condenados a morir en la hoguera.A través de la Inquisición, promovida por los Reyes Católicos en España durante su reinado, la Iglesia procuró actuar contra la herejía tomando modelos de siglos anteriores, como este suceso del siglo XIII.